# Split Decisions
Pour plus de détails, voir Fiche technique et Distribution.
Split Decisions est un film américain de David Drury sorti en 1988.

## Synopsis
Parce qu'il refuse de plonger, un boxeur est assassiné. Son frère décide de le venger...

## Fiche technique
- Réalisation : David Drury
- Scénario et histoire : David Fallon
- Directeur de la photographie : Timothy Suhrstedt
- Montage : Jeff Freeman, Thomas Stanford et John W. Wheeler
- Musique : Basil Poledouris
- Costumes : Hilary Wright
- Production : Joe Wizan
- Genre : Film d'action
- Pays :  États-Unis
- Durée : 95 minutes
- Date de sortie :
  - États-Unis : 5 novembre 1988 (Las Vegas), 11 novembre 1988

## Distribution
- Craig Sheffer (VF : Lionel Melet) : Eddie McGuinn
- Jeff Fahey (VF : Stefan Godin) : Ray McGuinn
- Gene Hackman (VF : Jacques Richard) : Dan McGuinn
- John McLiam (VF : Henri Labussière) : Pop McGuinn
- Jennifer Beals (VF : Nathalie Spitzer) : Barbara Uribe
- Eddie Velez (VF : Bernard Métraux) : Julian 'Snake' Pedroza
- Carmine Caridi (VF : Benoît Allemane) : Lou Rubia
- James Tolkan (VF : Remy Darcy) : Benny Pistone
- David Labiosa (VF : Olivier Korol) : Rudy
- Harry Van Dyke : Douby
- Anthony Trujillo : Angel
- Tom Bower : le détective Walsh
- Julius Harris (VF : Claude Joseph) : Tony Leone